# Juan Carlos Pinzón
Juan Carlos Pinzón Bueno (Bogotá, 22 de diciembre de 1971) es un diplomático, economista y político colombiano.
Ha ocupado varios cargos públicos, incluyendo Ministro de Defensa en el gobierno de Juan Manuel Santos y embajador en Estados Unidos, de 2015 a 2019 y luego desde 2021 en el gobierno Duque. Fue precandidato a la presidencia y luego anunció su adhesión a la campaña de Germán Vargas Lleras en 2018.
Anunció su campaña presidencial para 2022.

## Biografía
Juan Carlos Pinzón nació en Bogotá el 22 de diciembre de 1971. El 26 de julio de 2021, Juan Carlos Pinzón fue nombrado Embajador de Colombia de los Estados Unidos por segunda vez. A lo largo de su carrera, Pinzón ha trabajado tanto en el sector público como en el privado. Entre 2018 y 2021, Pinzón fue presidente de la Fundación para el Progreso de la Región Capital - ProBogotá, una entidad privada sin ánimo de lucro para la promoción de políticas públicas y proyectos estratégicos de largo plazo para la región capital de Colombia. Ha sido miembro de varias juntas asesoras de empresas y ONG.
En julio de 2017, Juan Carlos Pinzón lanzó una candidatura a la presidencia con el apoyo del movimiento cívico ciudadano "Colombia por encima de todo." En marzo de 2018, se convirtió en candidato a la vicepresidencia.
Pinzón fue anteriormente embajador de Colombia en Washington de 2015 a 2017. Durante su mandato, supervisó la aprobación del paquete de financiación para la seguridad y el desarrollo "Paz Colombia o Plan Colombia II". Además, lideró la creación del "Consejo Empresarial Estados Unidos-Colombia" en la Cámara de Comercio de Estados Unidos y el "Grupo de Trabajo Colombia" del Atlantic Council. "Durante su mandato, la Embajada de Colombia fue reconocida como la mejor delegación diplomática en Washington por el World Affairs Council de Washington, DC.
También fue Ministro de Defensa de Colombia durante casi cuatro años. Bajo su dirección, también estableció a Colombia como líder de la cooperación regional en materia de seguridad. Dirigió el proceso de asociación con la OTAN. 
Otros cargos anteriores incluyen el de Jefe de Gabinete del Presidente de Colombia; Viceministro de Defensa; Asesor Senior del Director Ejecutivo en el  Banco Mundial; Vicepresidente de la Asociación Bancaria de Colombia; Vicepresidente Adjunto de Banca de Inversión en Citigroup; Secretario Privado y Jefe de Gabinete del Ministerio de Hacienda y Crédito Público; y Economista para Colombia en Citigroup. Pinzón ha recibido 65 medallas nacionales e internacionales, entre ellas la Gran Cruz de la Orden de Boyacá, la máxima condecoración que concede Colombia, y la distinguida Medalla Pública de Servicio del Departamento de Defensa de los Estados Unidos. En 2001 fue reconocido por el Foro Económico Mundial (FEM) como Joven Líder Global.
Pinzón recibió una mención honorífica por su excelente rendimiento académico al obtener su licenciatura en Economía en la Pontificia Universidad Javeriana de Bogotá. También tiene tres títulos de máster: Máster en Ciencias Económicas por la Pontificia Universidad Javeriana; Máster en Políticas Públicas por la Universidad de Princeton (becado); y Máster (honoris causa) en Defensa y Seguridad Nacional por la Escuela Superior de Guerra de Colombia. Pinzón también realizó cursos avanzados en estudios estratégicos en la Universidad Johns Hopkins, en política científica y tecnológica en la Universidad de Harvard, y en ciudades inteligentes en la Universidad Tecnológica de Nanyang-Singapur. El Embajador Pinzón fue profesor de Economía en la Universidad Javeriana y en la Universidad de los Andes entre 1996 y 2004.

### Orígenes
Pinzón nació en el Hospital Militar Central de Bogotá, es hijo y nieto de militares. Pasó su infancia en muchas casas fiscales del ejército en ciertas zonas de Colombia (Barranquilla, Guajira, Bogotá, Cesar etc.) por el oficio de su padre el coronel boyacense Rafael Pinzón Rico.
Es bachiller militar del Colegio de Bachillerato Patria,  Es economista de la Universidad Javeriana en donde recibió una mención honorífica por su desempeño académico, posee una maestría en economía por la misma institución, también realizó una maestría en políticas públicas de la Escuela de Asuntos Públicos e Internacionales Woodrow Wilson de Princeton.
Recibió el título de Maestría en Defensa y Seguridad Nacional (honoris causa) de la Escuela Superior de Guerra de Colombia. Además, realizó cursos avanzados en Relaciones Internacionales y Estudios Estratégicos en la Universidad Johns Hopkins, en Ciencia y Tecnología en la Universidad de Harvard, y en Ciudades Inteligentes en la Universidad Tecnológica Nanyang – Singapur. Está casado con María del Pilar Lozano, también hija de militar colombiano.

### Vida pública
Empezó su vida profesional en Citigroup, cuando se desempeñó como economista para Colombia entre 1997 y 2000. Después se vinculó al sector público como Secretario Privado del Ministro de Hacienda, Juan Manuel Santos entre 2000 y 2002. Posteriormente regresó al sector bancario como Vicepresidente Asistente de Banca de Inversión del Citibank en 2002, y como Vicepresidente de la Asociación Bancaria entre 2003 y 2004. 
Entre 2004 y 2006 fue Representante de Colombia ante la Junta del Banco Mundial en calidad de Asesor Principal del Director Ejecutivo para Brasil, Colombia, República Dominicana, Ecuador, Haití, Panamá, Filipinas, Surinam, Trinidad y Tobago. También en 2006 dio el salto al Viceministro de Defensa para la Estrategia y la Planeación, cargo en el que estuvo hasta 2009.  
En los gobiernos de Juan Manuel Santos, se desempeñó como Secretario General de la Presidencia de la República (2010-2011),  Ministro de Defensa (septiembre 2011 - mayo 2015) y  Embajador de Colombia ante Estados Unidos ( junio 2015 - mayo 2017). 

### Embajador de Colombia en los Estados Unidos (2015-2017)
Como Embajador de Colombia en los Estados Unidos logró la aprobación de aumento de recursos para el país a través de lo que se denominó “Paz Colombia o Plan Colombia II”, un paquete de $450 millones de dólares anuales, que incrementó los recursos para apoyar la seguridad y el desarrollo en Colombia. Así mismo, durante su tiempo, se estableció el “Consejo Empresarial de Presidentes Colombia-EE.UU.” con la Cámara de Comercio de los Estados Unidos y se elaboró el Informe del Consejo Atlántico sobre el futuro de la relación entre Estados Unidos, y Colombia. De forma destacada, logró el acceso del Aguacate Hass colombiano al mercado norteamericano. Durante su gestión la Embajada de Colombia recibió el premio como la mejor delegación diplomática en Washington DC por parte del World Affairs Council Washington, DC.
En julio de 2017, comenzó su proceso para llegar a la presidencia de Colombia. Primero como candidato presidencial promovido por el movimiento ciudadano “Ante Todo Colombia", que recogió casi un millón de firmas para ser nominado como candidato. Luego, en marzo de 2018, se convirtió en candidato a la vicepresidencia.

### Precandidatura presidencial
Juan Carlos Pinzón se lanzó como precandidato presidencial por el movimiento independiente Ante Todo Colombia, necesitaba recoger 386.148 firmas, lo que equivale al 5% de los votantes a la presidencia que hubo en 2014. Recorrió municipios y ciudades a lo largo del país buscando apoyo ciudadano y voluntarios dispuestos a trabajar por el movimiento. Fue el sexto candidato, según la revista Semana, en lanzar su candidatura por firmas. Juan Carlos Pinzón anunció en su cuenta de Twitter que ya había superado las 800'000 firmas. Fue una campaña innovadora que constantemente estuvo moviéndose, publicó su declaración de renta, publicó su número de teléfono en redes y a día de hoy sigue recibiendo llamadas de muchas partes de Colombia, el día 28 de noviembre llevó a cabo un debate con varios "tuiteros" que lo critican para hablar con él frente a frente. Respondió a varias acusaciones que se le han hecho. Luego, en marzo de 2018, se convirtió en candidato a la vicepresidencia

### ProBogotá Región
Desde agosto de 2018 es presidente de la Fundación para el Progreso de la Región Capital - ProBogotá, un espacio privado para la promoción del bien común y proyectos estratégicos de largo plazo para la región capital. Forma parte de varias juntas asesoras corporativas y de fundaciones y organizaciones nacionales e internacionales y se desempeña actualmente como presidente del consejo asesor de Virtus Global, una firma de dedicada a brindar servicios de consultoría y asesoría en diferentes áreas tales como: seguridad nacional y defensa, gestión y asuntos públicos, y para la promoción y acceso a mercados. Es invitado constantemente como conferencista a diversos foros, seminarios y congresos a nivel nacional e internacional. Algunos de los últimos eventos a los que ha asistido como conferencista son: 
- Foro Fuerzas Especiales de la OTAN, Madrid, 2018
- Concordia Americas Summit, Bogotá, 2018
- Congreso Mundial de Corredores de Seguros, Cartagena, 2018
- Concordia Americas Summit, Bogotá, 2019
- Concordia Annual Summit, Nueva York, 2019
- Johns Hopkins University, Washington, 2019
- National Defense University, Washington, 2019
- Florida International University, Miami, 2019
- Mckinsey Leadership Forum, Miami, 2019
- Motorola Solutions Advisory Board Summit, Chicago, 2019
- Eisenhower Fellowship Global Conference, The Furture of Education, Cartagena , 2020
- Council of the Americas, Nueva York, 2020

### Embajador de Colombia ante Estados Unidos (2021)
El 15 de junio de 2021 se hizo oficial el nombramiento de Pinzón como embajador en Estados Unidos de Colombia para el gobierno Biden, por decisión del presidente Iván Duque, para reemplazar al actual titular Francisco Santos, que estará en el cargo hasta el 31 de julio del 2021.